# Dörnfeld an der Ilm
Dörnfeld an der Ilm is een  dorp in de Duitse gemeente Stadtilm in het Ilm-Kreis in Thüringen. Het dorp wordt voor het eerst vermeld in een oorkonde uit 1285.
In 1994 werd het dorp deel van de toen gevormde gemeente Singerberg die twee jaar later opging in de gemeente Ilmtal, die op 6 juli 2018 opging in de gemeente Stadtilm.